# Сантьяго-де-Компостела
Сантьяго-де-Компостела (ісп. Santiago de Compostela) — муніципалітет і місто в Іспанії, в автономній спільноті Галісія, провінція Ла-Корунья, комарка Сантьяго. Адміністративний центр автономії. Розташоване у північно-західній частині країни. Найбільший населений пункт на північному заході Піренейського півострова. Головна окраса і святиня — Собор святого Якова, до якого веде один з найбільших і найстаріших паломницьких шляхів світу. Розвинулося після X століття як катедральне містечко архієпископів Компостельських і центр культу святого Якова, патрона Реконкісти. Основа економіки — сільське господарство і туризм. Територія довкола міського собору є об'єктом Світової спадщини ЮНЕСКО (1985). Площа муніципалітету — 220,0 км², населення муніципалітету — 95 092 ос. (2009); густота населення — 
. Висота над рівнем моря — 260 м. Поштовий індекс — 15700.

## Назва
- Сантья́го-де-Компосте́ла (ісп. і гал. Santiago de Compostela) — сучасна назва.
- Компосте́ла (ісп. і гал. Compostela) — стара назва міста. Точна етимологія невідома. За поширеною версією походить від латинського словосполучення лат. Campus Stellae, «поле зірки», (саме тієї зірки, що вказала на місце перебування мощей святого Якова). За іншою версією, походить від лат. Composita Tella, «поховання», або лат. compositella, «добре складена».
- Сантья́го (ісп. і гал. Santiago) — скорочена назва міста, що походить від спотвореної галісійської вимови латинського імені святого Якова (Сант-Яго, лат. Sanctus Iacobus).

## Географія
Муніципалітет Сантьяго-де-Компостела розташований на північному заході Галісії, на півдні провінції Ла-Корунья. Інтегрований в регіон Сантьяго, столицею якого він є і розташований за 70 кілометрів від столиці провінції Ла-Корунья.
Обмежується на півночі муніципалітетами Валь-до-Дубра, Трасо та Оросо; на південь з Тео, Ведра і Бокейшон; на схід з О-Піно; і на захід з Амесом. Неподалік від міста знаходиться аеропорт Сантьяго-Росалія-де-Кастро, найбільш завантажений в Галісії і другий у Північній Іспанії, після Більбао. Велике значення має і його 500-річний університет, який входить в десятку найкращих в Іспанії і в ньому навчається близько 25 500 студентів щорік (у двох кампусах університету, у Сантьяго та в Луго), що сприяє підвищенню фактичного населення Сантьяго та його столичного району у понад 200 000 жителів.
Рельєф муніципалітету характеризується послідовністю гір між долинами річок Сар і Сарела. Крім того, північною межею території виступає річка Тамбре. Висота коливається від 530 метрів (гора Еспіньейра) до 70 метрів на березі Сар. Місто підноситься на 258 метрів над рівнем моря.
| Північний захід: Валь-ду-Дубра | Північ: Трасо  | Північний схід: Оросо    |
| Захід: Еймс                    |                | Схід: О-Піно             |
| Південний захід: Тео           | Південь: Ведра | Південний схід: Бокейшон |

Розташування муніципалітету

### Зелені зони, річки та оглядові майданчики
У місті є кілька річок, головні з яких — Сар і Сарела, які на значній частині маршруту пристосовані для прогулянки біля них, де можна побачити старі споруди, такі як млини, невеликі мости, канали... Маршрути річки Сар мають 7 км, а маршрут Сарели — 10 км маршрутів, де в центрі міста панує природа та спокій.
Місто має велику зелену спадщину, загалом близько 5 мільйонів м² державних парків і садів, це означає 52 м² зелених насаджень на одного жителя та близько 15 оглядових точок, з яких можна побачити, серед іншого, місто, собор з різних сторін.
Модель, яку наслідувало місто, — це не зелене кільце, яке оточує місто, Сантьяго — це буквально місто-сад із великими та маленькими парками, на околицях і в центрі.

### Клімат
Згідно з класифікацією клімату Кеппена, Сантьяго-де-Компостела має океанічний клімат (Cfb).
| Клімат Сантьяго-де-Компостели (1981–2010)  | Клімат Сантьяго-де-Компостели (1981–2010) | Клімат Сантьяго-де-Компостели (1981–2010) | Клімат Сантьяго-де-Компостели (1981–2010) | Клімат Сантьяго-де-Компостели (1981–2010) | Клімат Сантьяго-де-Компостели (1981–2010) | Клімат Сантьяго-де-Компостели (1981–2010) | Клімат Сантьяго-де-Компостели (1981–2010) | Клімат Сантьяго-де-Компостели (1981–2010) | Клімат Сантьяго-де-Компостели (1981–2010) | Клімат Сантьяго-де-Компостели (1981–2010) | Клімат Сантьяго-де-Компостели (1981–2010) | Клімат Сантьяго-де-Компостели (1981–2010) | Клімат Сантьяго-де-Компостели (1981–2010) |
| Показник                                   | Січ.                                      | Лют.                                      | Бер.                                      | Квіт.                                     | Трав.                                     | Черв.                                     | Лип.                                      | Серп.                                     | Вер.                                      | Жовт.                                     | Лист.                                     | Груд.                                     | Рік                                       |
| Абсолютний максимум, °C                    | 20,3                                      | 23,2                                      | 27,6                                      | 30,2                                      | 34,0                                      | 37,8                                      | 39,4                                      | 39,0                                      | 39,0                                      | 30,4                                      | 24,2                                      | 23,4                                      | 39,4                                      |
| Середній максимум, °C                      | 11,2                                      | 12,5                                      | 15,0                                      | 16,1                                      | 18,6                                      | 22,2                                      | 24,3                                      | 24,7                                      | 22,8                                      | 18,1                                      | 14,1                                      | 11,9                                      | 17,6                                      |
| Середня температура, °C                    | 7,7                                       | 8,3                                       | 10,2                                      | 11,2                                      | 13,6                                      | 16,8                                      | 18,6                                      | 19,0                                      | 17,4                                      | 13,8                                      | 10,4                                      | 8,5                                       | 13,0                                      |
| Середній мінімум, °C                       | 4,1                                       | 4,1                                       | 5,4                                       | 6,2                                       | 8,5                                       | 11,3                                      | 13,0                                      | 13,3                                      | 11,9                                      | 9,5                                       | 6,7                                       | 5,0                                       | 8,3                                       |
| Абсолютний мінімум, °C                     | −7                                        | −9                                        | −5,6                                      | −3                                        | −2                                        | 3,4                                       | 3,4                                       | 1,0                                       | 3,0                                       | −1,6                                      | −3,2                                      | −6,5                                      | −9                                        |
| Середня кількість сонячних годин на місяць | 93                                        | 114                                       | 151                                       | 165                                       | 187                                       | 225                                       | 243                                       | 237                                       | 184                                       | 132                                       | 95                                        | 85                                        | 1911                                      |
| Днів з опадами                             | 15,2                                      | 12,6                                      | 12,8                                      | 14,4                                      | 12,7                                      | 7,6                                       | 5,7                                       | 5,5                                       | 8,4                                       | 14,0                                      | 14,9                                      | 15,9                                      | 139,5                                     |
| Днів зі снігом                             | 1,0                                       | 0,7                                       | 0,2                                       | 0,3                                       | 0                                         | 0                                         | 0                                         | 0                                         | 0                                         | 0                                         | 0,1                                       | 0,3                                       | 2,7                                       |
| Вологість повітря, %                       | 84                                        | 79                                        | 75                                        | 76                                        | 76                                        | 74                                        | 74                                        | 74                                        | 75                                        | 82                                        | 86                                        | 85                                        | 78                                        |
| ------------------------------------------ | ----------------------------------------- | ----------------------------------------- | ----------------------------------------- | ----------------------------------------- | ----------------------------------------- | ----------------------------------------- | ----------------------------------------- | ----------------------------------------- | ----------------------------------------- | ----------------------------------------- | ----------------------------------------- | ----------------------------------------- | ----------------------------------------- |

## Історія
968 року Компостелу захопили вікінги під провдом Гундереда, які перед цим розбили сили компостельського єпископа Сіснандо при Форнелосі.
У листопаді 1982 року і серпні 1989 року папа римський Іван-Павло ІІ відвідав Сантьяго-де-Компостелу з паломницьким візитом. У листопаді 2010 року в місті побував папа Бенедикт XVI.
24 липня 2013 року поблизу міста сталася залізнична аварія.

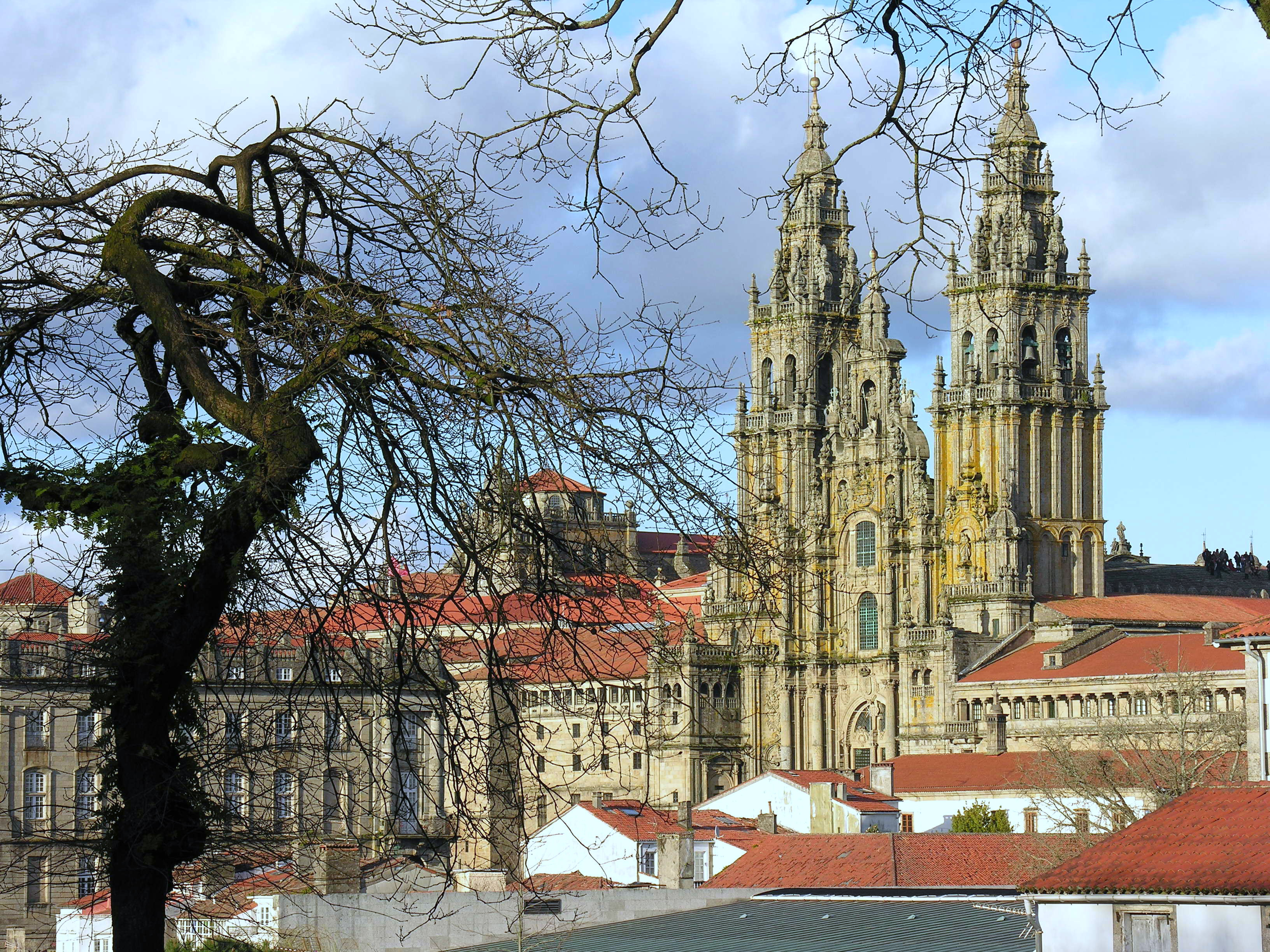
Собор
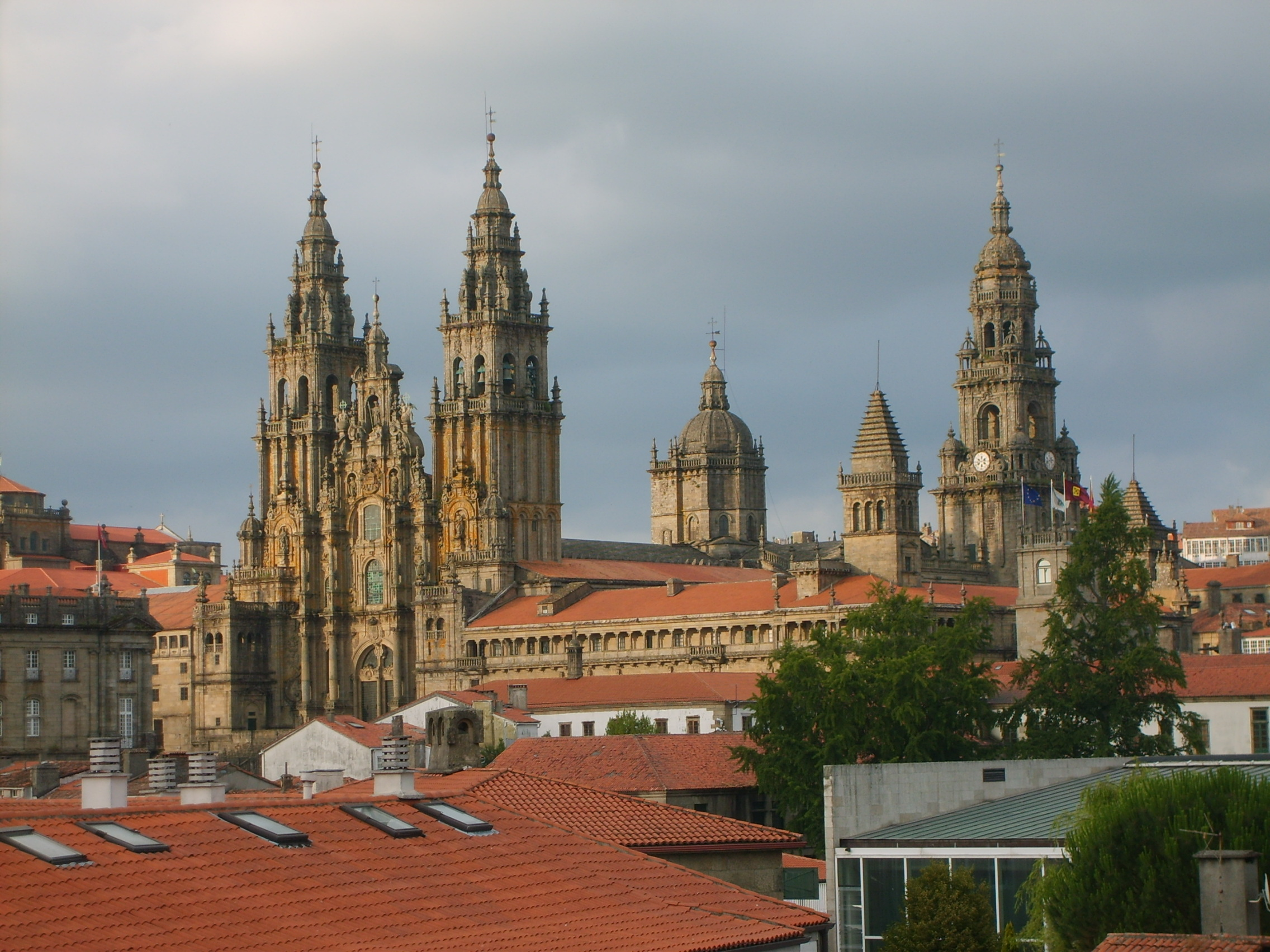
Собор
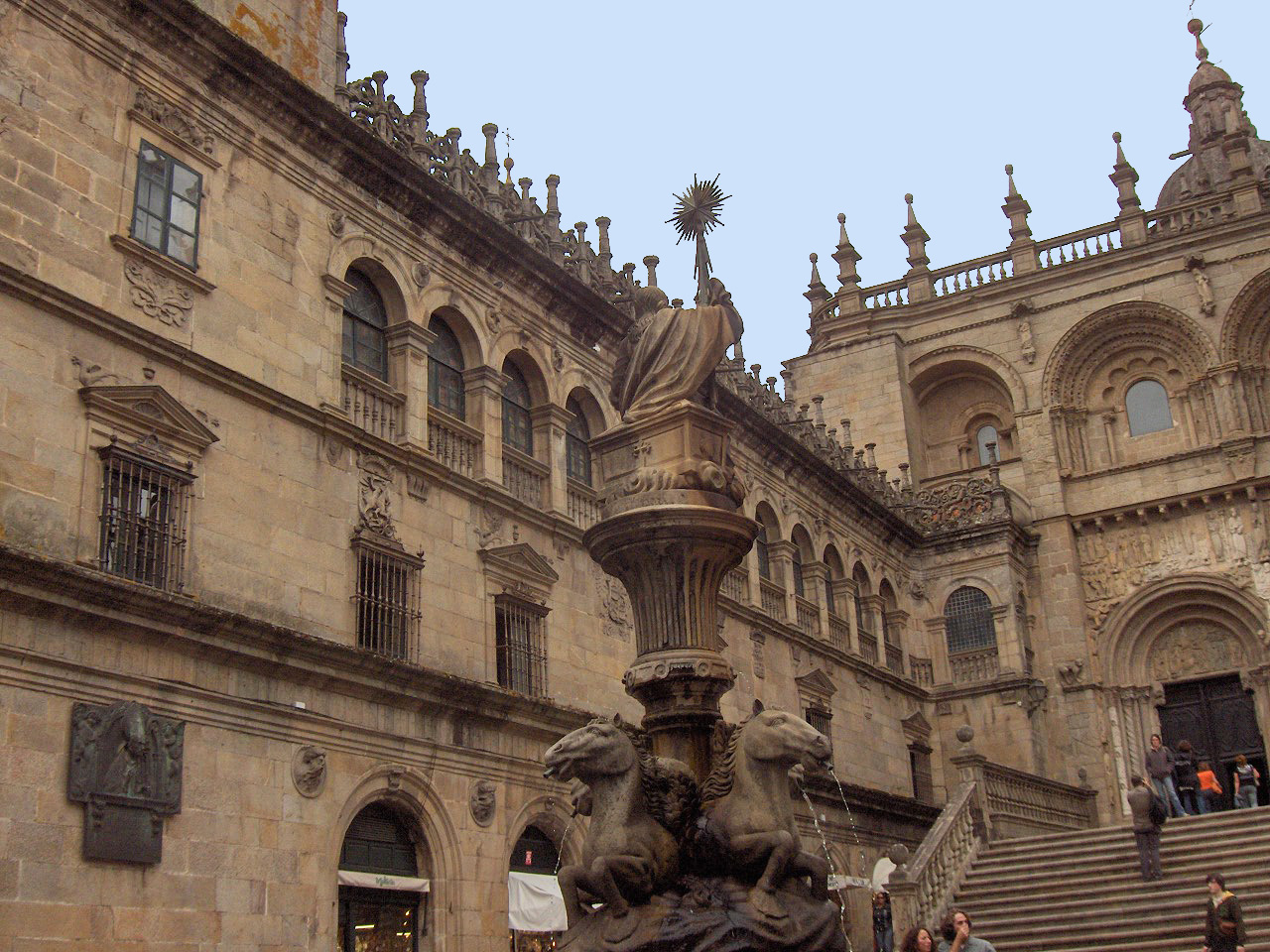
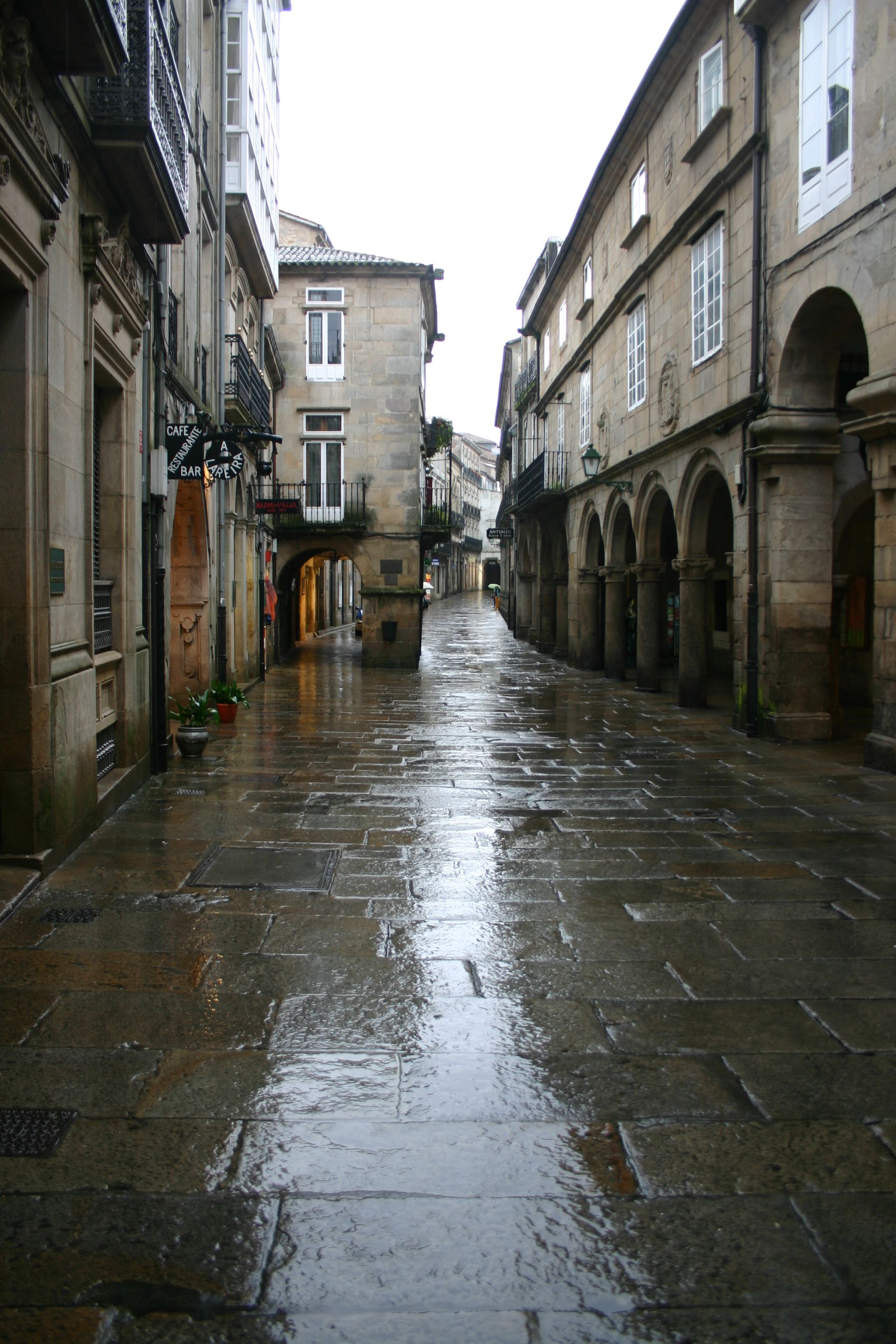
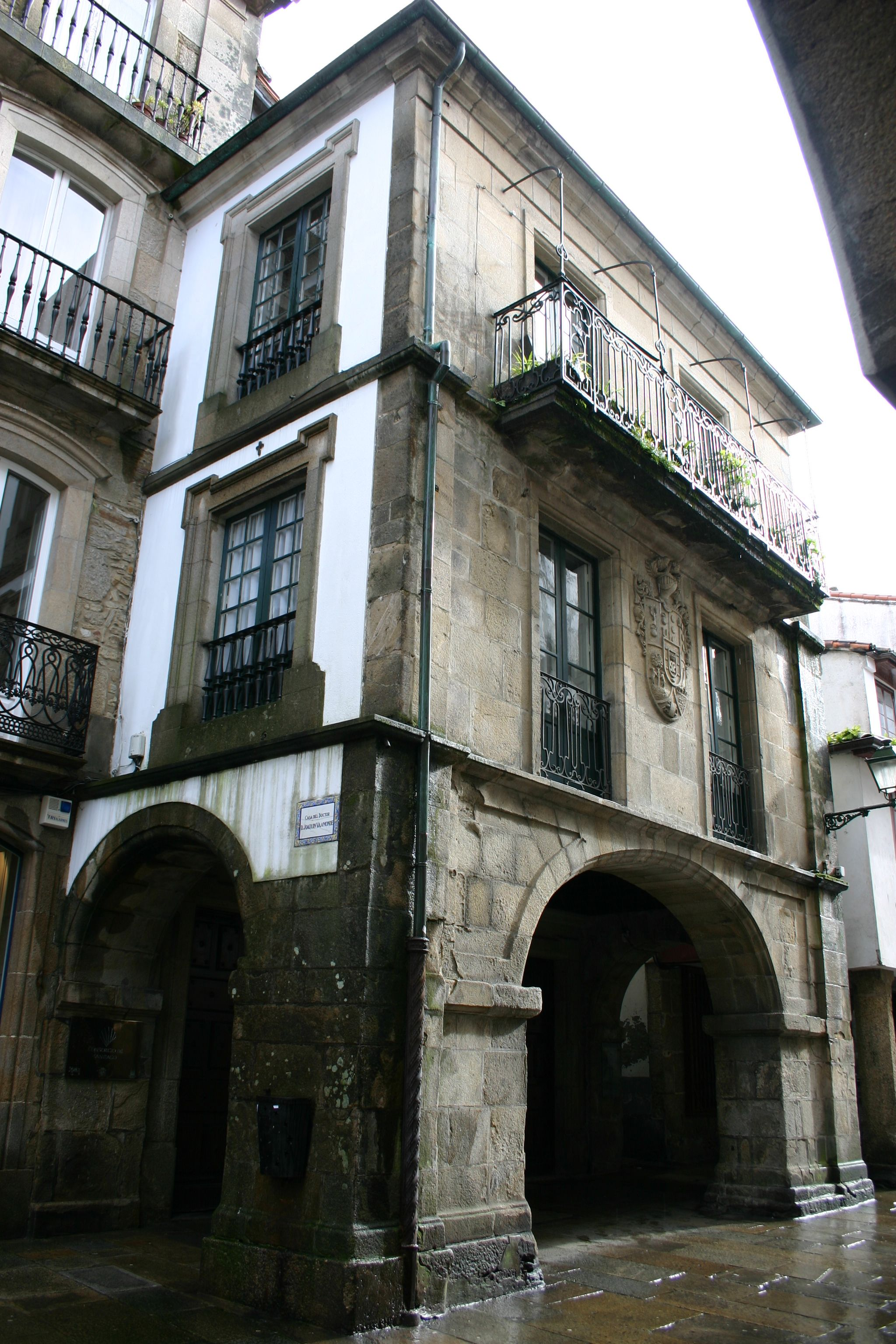

## Територіальна організація
Згідно з Національним інститутом статистики Іспанії (INE) , муніципалітет складається з міста Сантьяго-де-Компостела та 27 парафій .

## Демографія
Динаміка населення (INE ):

## Релігія
- Центр Сантьяго-де-Компостельської архідіоцезії Католицької церкви.

## Персоналії
- Маріано Рахой (* 1955) — прем'єр-міністр Іспанії.
- Ману Баррейро (* 1986) — іспанський футболіст.
- Хосе Санчес Бугалло (* 1954) — мер міста.